# Казданга
Ка́зданга (латыш. Kazdanga) — населённый пункт в Южно-Курземском крае Латвии. Административный центр Каздангской волости. Находится на реке Алоксте у региональной автодороги P117 (Скрунда — Айзпуте). Расстояние до города Лиепая составляет около 60 км.
По данным на 2017 год, в населённом пункте проживало 554 человека. Есть волостная администрация, начальная школа, дом культуры, библиотека, почта, врач, аптека, магазин. Комплекс поместья Казданга является национальным архитектурным памятником.

## История
Впервые упоминается в 1350 году. Позднее село являлось центром поместья Казданга.
В советское время населённый пункт был центром Каздангского сельсовета Лиепайского района. В селе располагались Каздангский совхоз-техникум и центральная усадьба колхоза им. Ленина.